# Partito Nazionalsocialista Giapponese dei Lavoratori
Il Partito Nazionalsocialista Giapponese dei Lavoratori (国家社会主義日本労働者党?, Kokka Shakaishugi Nippon Rōdōsha-Tō) è un partito politico giapponese neonazista.

## Storia
Il partito è stato fondato nel 1982 ed è conosciuto come Kokka Shakaishugi Nippon Rōdōsha-Tō (in lingua giapponese) o Nationalsozialistische Japanische Arbeiterpartei (in lingua tedesca). Il Kokka Shakaishugi Gakumei (Lega Nazional-Socialista), un'organizzazione nazista fondata nel 1940, potrebbe essere visto come suo lontano progenitore. Altre sue radici ideologiche potrebbero essere trovate in Kita Ikki, Nakano Seigō, Sadao Araki e nella Kōdōha ("Fazione della via imperiale"), il più importante movimento ideologico militarista nipponico presente nelle file dell'esercito imperiale.

## Ideologia e programma
Il Partito Nazionalsocialista Giapponese ha nel suo programma il ritorno al sistema shōgun, è violentemente anti-semita e crede nella cospirazione internazionale giudaico-massonica che vorrebbe il Giappone sotto tale controllo. Crede inoltre nel Pan-Altaismo, ovvero nell'unione delle razze di origine Altaica o Turanica, come i mongoli, i coreani, i popoli turco-tartari e gli ugro-finni come gli ungheresi, i finlandesi, gli estoni e le popolazioni artico-siberiane. Il piano geo-politico del partito prevede la realizzazione di una "Libera Asia orientale" basata sull'alleanza tra Manciuria, Mongolia, Tibet, Giappone, Taiwan e l'area degli Uiguri. Inoltre gli aderenti al partito sono negazionisti dell'Olocausto e credono nell'Eurasiatismo, idea cara a certe frange del fascismo italiano e del nazismo esoterico.